# The Call of Youth
The Call of Youth é um filme mudo de romance curta norte-americano de 1921, dirigido por Hugh Ford e estrelado por Mary Glynne. É agora um filme perdido.

## Elenco
- Mary Glynne - Betty Overton
- Marjorie Hume - Joan Lawton
- Jack Hobbs - Hubert Richmond
- Malcolm Cherry - James Agar
- Ben Webster - Mark Lawton
- Gertrude Sterroll - Sra. Lawton
- Victor Humphrey - Peter Hoskins
- John Peachey - Dr. Michaelson
- Ralph Foster - Ministério